# 否認對立
否認對立（denying the correlative）是一種非形式謬誤。当某人在需要从两个相互排斥的陈述中作出选择的情况下，没有选择其中一个，而是引入了第三个选择时，这个谬误可能会发生。这通常是为了分散注意力，而使得自己不必在可能两个选项之间做出选择。其逻辑形式为：
X 或非 非X
因此，Y。
某方面來說，否認對立和否認其他替代可能的假兩難推理相反。

## 示例
例一
甲：你杀了路人甲吗？
乙：我和他打过架。
这是该谬误的一个典例。人们期望得到“是”或“不是”的答案，而这也是这种问题的唯一可接受的答案；但乙却通过提供第三个答案选项来转移问题，使原来的问题没有得到回答。
例二
甲：桌上的錢不見了，你知道錢跑去哪裡了嗎？
乙：桌上真的有錢嗎？
乙的回答是否屬謬誤，端視情境而定，如果乙確實清楚桌上有錢，此回答是一種謬誤。
例三
死刑制度，在存續與廢除之外還有第三條路，兩者可以共存。
死刑存續指的就是法律中繼續有死刑；而廢除死刑指的就是法律中沒有死刑，死刑顯然不可能在一個國家或地區的法律當中同時存在和不存在，一個國家的法律也必然落於有死刑或者沒有死刑兩種可能之一，不會在有和無之間或之外還有別的可能，因此顯然任何的方案都一定會落在維持死刑或廢除死刑其中一項當中，不會有「第三條路」。
例四
甲：假設你看到一輛煞車壞了的有軌電車，即將撞上前方軌道上的五個人，而旁邊的備用軌道上只有一個人，如果你什麼都不做，五個人會被撞死。你手邊有一個按鈕，按下按鈕，車會駛入備用軌道，只撞死一個人。你是否應該犧牲這一個人的生命而拯救另外五個人？另外再假設你完全不認識這即將面對死亡的六個人，不知道性別、年齡、職業、財富，亦不了解其可能的社會地位和對社會可能有的貢獻。
乙：不會有人死亡的，因為電車不存在，一切都是幻覺，嚇不倒我的！
甲提供了一個假設情境，並要乙想像自己面對這樣的情境，必須做出困難抉擇；但乙卻回答說「電車不存在」、「一切都是幻覺」這種在情境當中不應該考慮的可能性。

## 外部連結
- （英文）Logical Fallacy of Denying the Correlative Conjunction / Denying the Correlative（页面存档备份，存于）